# Michael Whight
Michael Whight fue clarinete principal de la Orquesta Philharmonia durante diez años, y ha tocado regularmente como invitado principal en las más grandes orquestas de Londres. 
Como músico de cámara es miembro fundador del Quinteto de viento Classical, y ha trabajado junto a Barry Douglas, Robert Cohen, Gidon Kremer, el Lindsays y el Nash Ensemble entre otros. 
Whight ha grabado las obras completas para viento de Richard Strauss con la London Winds y los Conciertos de Mozart con la Royal Philharmonic Orchestra. 
Es profesor del Trinity College of Music de Londres.